# Varsoda (stato)
Lo Stato di Varsoda (talvolta anche Varsora) fu uno stato principesco del subcontinente indiano, avente per capitale la città di Varsoda.

## Storia

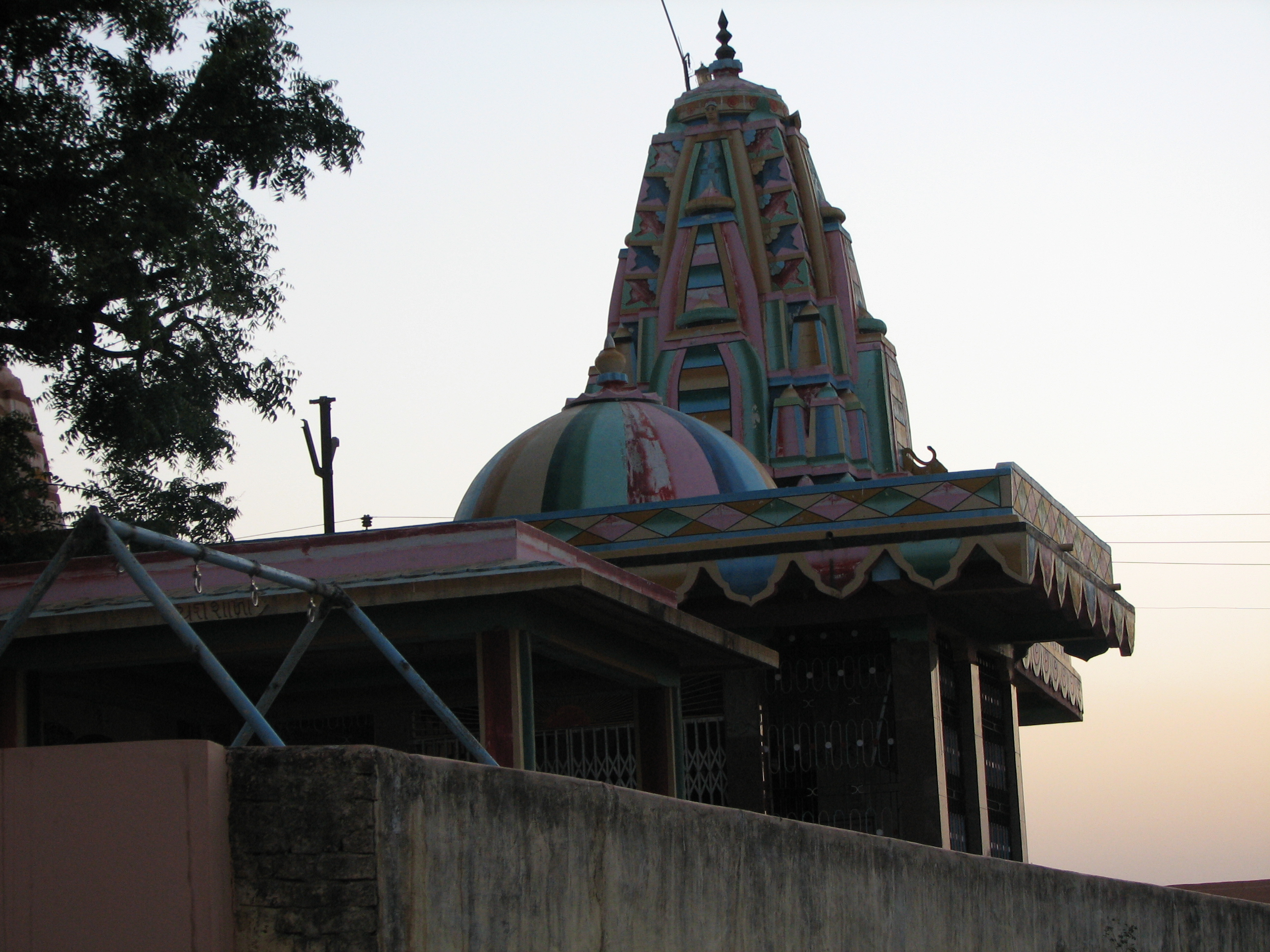
Il tempio alla dea Kuldevi Chamunda

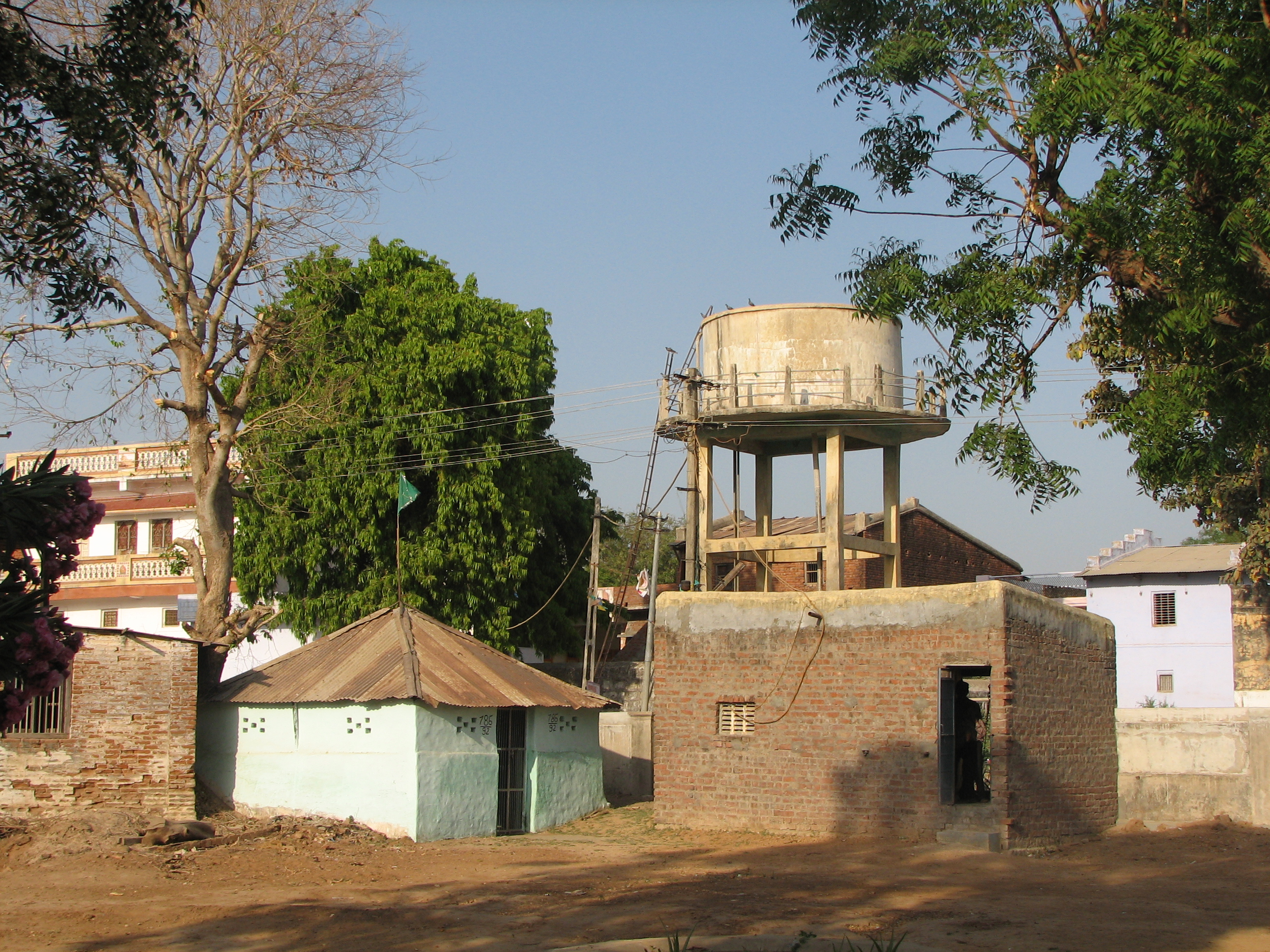
Veduta della capitale

Varsoda fu la capitale dell'omonimo stato principesco di 28 km2 che sopravvisse sino al 1947, anno nel quale entrò a far parte dell'Unione Indiana. Lo stato nel 1901 aveva una rendita annua di 18.871 rupie delle quali 1583 erano versate in tributo allo stato di Baroda.

## Governanti
I governanti avevano il titolo di Thakur.

### Thakur
- Thakur Gambhirsinhji
- Thakur Motisinhji -/1858
- Thakur Kishorsinhji Motisinhji, 1858/1919
- Thakur Joravarsinhji, 1919/1948